# مفتاح زئبقي

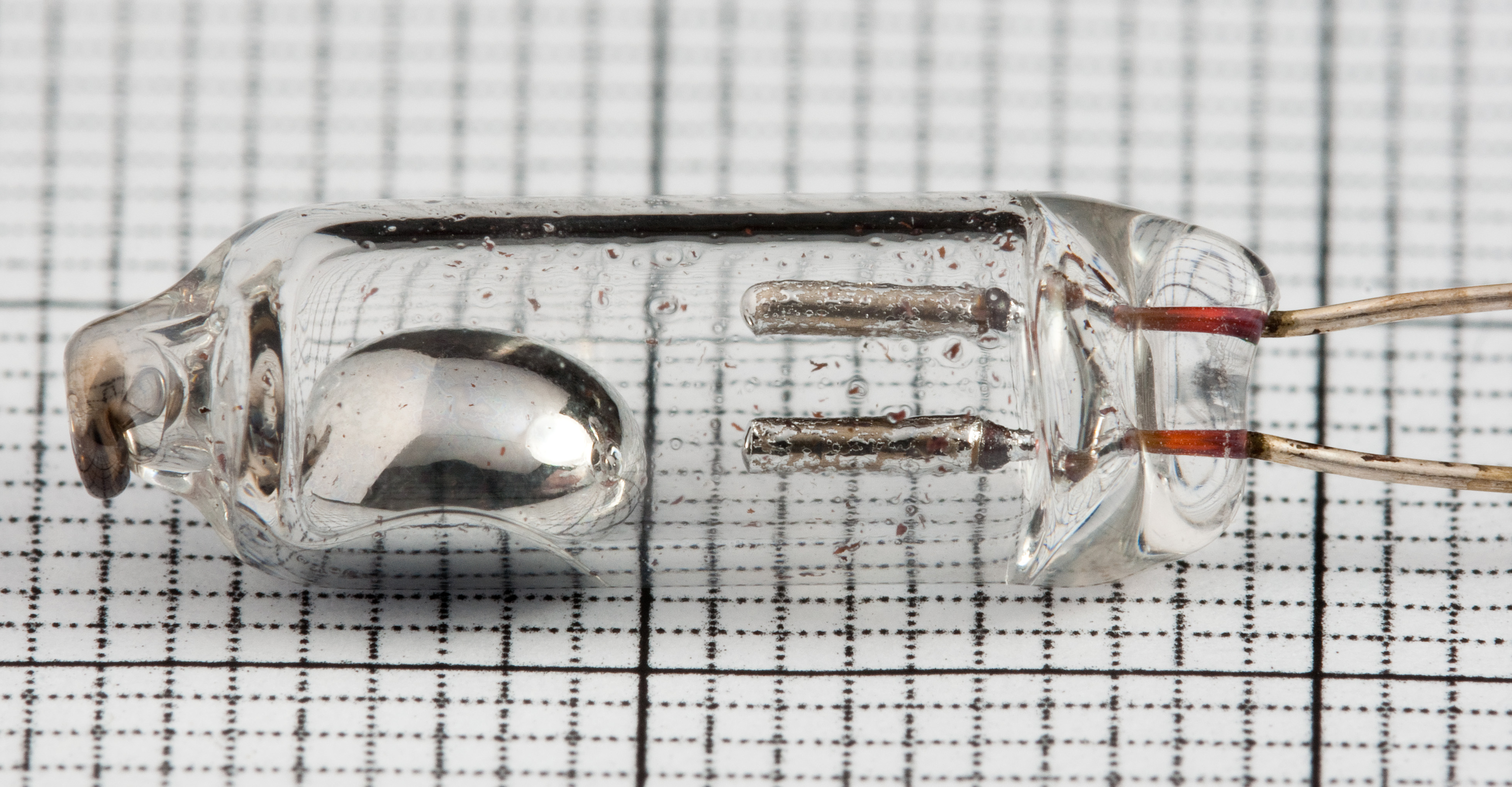
مفتاح زئبقي

مفتاح زئبقي (بالإنجليزية: Mercury Switch)‏ يُسمى المُفتاح الكهربائي الزِئبقي بسبب وجود كمية صغيرة من مادة الزئبق بداخلهِ، فهو بالأصل مُفتاحٌ كهربائي يعمل حسب القواعد الكهربائية، بحيث يعمل على مبدأ فتح وإغلاق الدارة الكهربائية، وقد تختلف أنواع المفاتيح الزئبقية مع بقائها جميعاً تعمل بنفس المبدأ، وبما أن الزئبق مادة موصلة للتيار الكهربائي، توضع بداخل حيزٍ زجاجي صغير ومُقابلها قُطبين للدارة الكهربائية، حيث أنّه عند ميلان المفتاح الكهربائي يتحرك الزئبق من الجهة الفارغة إلى الجهة الموضوع بها القطبين الكهربائيين وتقوم فوراً بغلق الدارة الكهرباية مما يؤدي إلى تدفق التيار عبرها وتشغيل الدارة، بعض الأنواع تعمل على طريقة الإزاحة الزئبقية بحيث يوجد الزئبق أسفل الحيز الزجاجي وبداخله قُطبٌ واحدٌ من الدارة الكهرباية ومقابله من الأعلى يوجد القُطب الآخر، وعند تعرض الزئبق للحرارة يتمدد وصولاً إلى القُطب الآخر ليتسبب في إغلاق الدارة الكهربائية وتدفق التيار عبرها.

## استعمالاته الزئبق
يستعمل الزئبق في المصابيح الكهربائية بحيث تحتوي على كميةٍ صغيرةٍ جداً منهُ، ويستخدم أيضاً في البطاريات وبعض الأدوات الطبية، كما لا تخلو الغسالات والثلاجات وسخانات الماء من الزئبق.
- المُفتاح الصامت، يعتمد هذا النوع من المفاتيح على وجود الزئبق بداخل الغلاف الزجاجي في جهة وأقطاب الدارة الكهربائية في الجهة المقابلة، بحيث عند ميل المُفتاح يتحرك الزئبق وصولاً إلى قطبي الدارة الكهربائية مما يتسبب في إغلاقها وتدفق التيار الكهربائي عبرها، وتصل قدرة تحمّل المفتاح الصامت إلى 250 فولت و45 أمبير، ويستعمل في البيوت والمصانع.
- أجهزة التحكم، يُستخدم الزئبق بكثرة في أجهزة التحكم التي تعتمد على الضغط والحرارة بسبب تأثر الزئبق بكلاهما، ويضفي وجود الزبق في هذه الأجهزة إلى الدقة في القراءة والحساب، بحيث يستخدم بداخل جهاز المانوميتر لقياس فرق الضغط وبداخل الميزان الحراري لقياس درجات الحرارة.

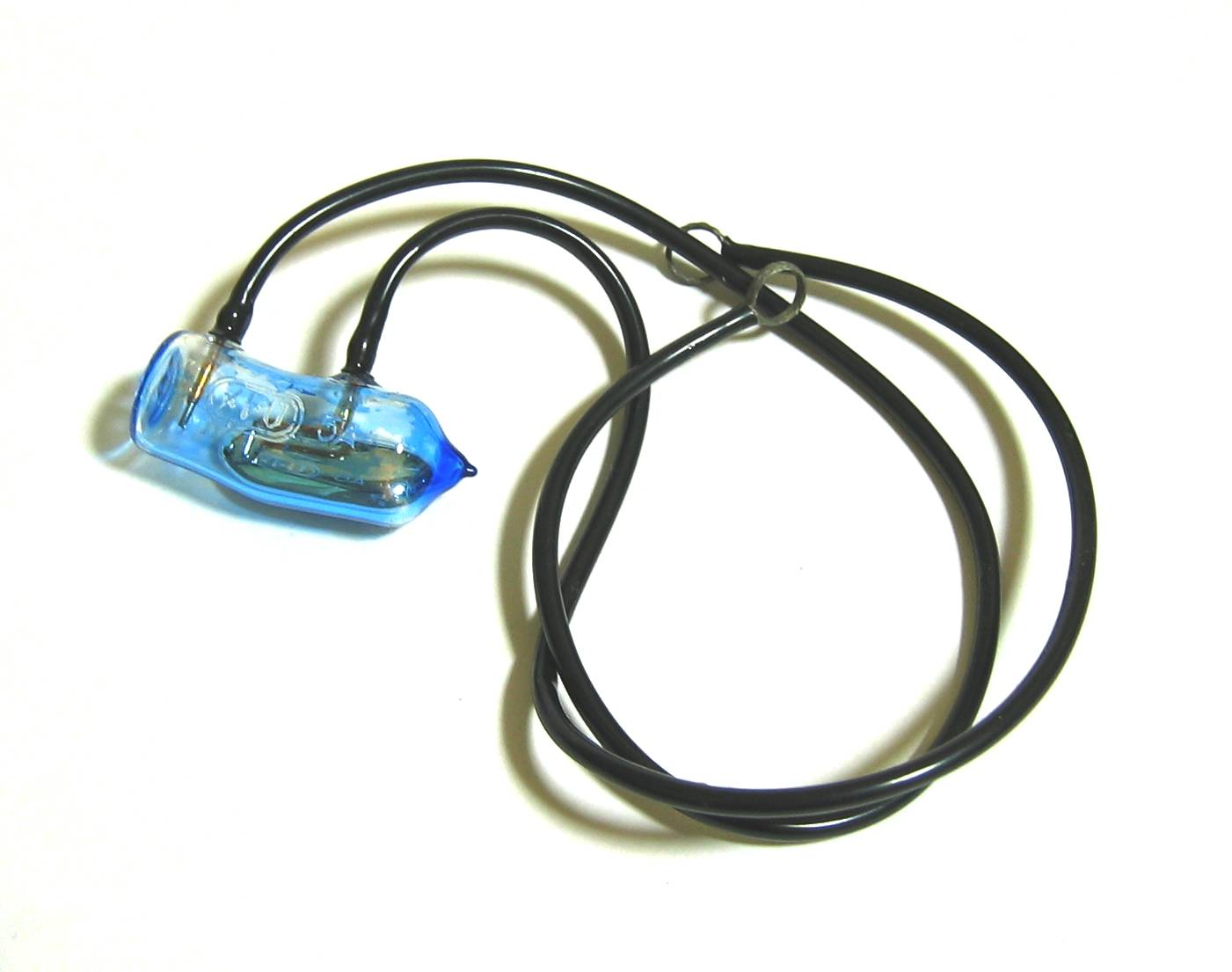

- المُجسّات الحرارية، توضع كمية قليلة من مادة الزئبق بداخل المُفتاح الحراري قريباً من قُطب دارة مفتوحة، وعند تعرض الزئبق للحرارة فإنه يتمدد وصولاً إلى قُطب الدارة ليصل الدارة الكهربائية مما يؤدي للسماح للتيار الكهربائي بالمرور، لذلك يستخدم بكثرة في أنظمة الكشف عن الحرائق لإرسال إنذار بوجود ارتفاع للحرارة في مكانٍ ما، للزئبق دوراً هاماً في المُجسّات الحرارية، بحيث يتأثر بشكلٍ مباشر عند تعرضه للحرارة.